# Взвесь весь риск
«Взвесь весь риск» (фр. Classe tous risques) — фильм режиссёра Клода Соте.

## Сюжет
На совести матёрого бандита Абеля Давоса очень много преступлений. Он бежит из Италии вместе с женой и детьми, но его жена вместе с сообщником Раймоном Нальди погибает в перестрелке. Молодой вор Эрик Старк приходит ему на помощь, провозит его через дорожный контрольный пункт в машине скорой помощи. В Париже Абеля предают те, кому он доверял. Эрик Старк становится единственным человеком, который даёт ему крышу над головой и начинает помогать ему с побегом под чужим именем. Но вокруг Абеля сжимается кольцо полиции, которой помогают его бывшие сообщники. И когда пострадавшим оказывается Эрик, Абель понимает — цена его борьбы за жизнь слишком высока…

## Интересные факты
Прототипом главного героя является реально существовавший французский бандит Абель Дано, сотрудничавший во время Второй мировой войны с Французским гестапо, а затем входивший в банду знаменитого Пьеро Чокнутого (фр.). О похождениях этой банды написан роман Р. Борниша «Банда» (опубликован на русском языке под названием «Гангстеры»).

## В ролях
- Лино Вентура — Абель Давос
- Жан-Поль Бельмондо — Эрик Старк
- Сандра Мило — Лилиана
- Марсель Далио — Артур Гибелин
- Мишель Ардан — Ритон Винтран
- Симона Франс — Тереза Давос
- Мишель Мериц — Софи Фаржье
- Стан Крол — Раймон